# Straight Ahead (álbum)
Straight Ahead es el quinto álbum de estudio de la banda Oblivion Express del tecladista inglés Brian Auger. Fue publicado en marzo de 1974 a través del sello RCA Records.

## Recepción de la crítica
Un escritor no especificado de Record World comentó: “Auger dirige su banda en un formato de jazz-pop simplificado con este lanzamiento más reciente, mientras cruza la brecha para formar un estilo progresivo consistentemente comercial”. Un escritor no especificado de la revista Cash Box declaró: “«Beginning Again» y «Bumpin' on Sunset», las dos selecciones que componen la cara uno, son mini-epopeyas que contienen un poder tanto evidente como sutil en sus veinte minutos y medio combinados. Escuchar a [la banda] es un placer, especialmente en el tema que da nombre al álbum”. Un escritor no especificado de Billboard indicó: “El LP consta de cinco cortes largos, todos excelentes en desarrollo e inventiva, sin secciones tediosas”.

## Lista de canciones
| Lado uno |                     |                |          |  |
| N.º      | Título              | Escritor(es)   | Duración |  |
| 1.       | «Beginning Again»   | Brian Auger    | 9:22     |  |
| 2.       | «Bumpin' on Sunset» | Wes Montgomery | 10:57    |  |

| Lado dos |                           |                 |          |  |
| N.º      | Título                    | Escritor(es)    | Duración |  |
| 1.       | «Straight Ahead»          | Barry Dean      | 5:09     |  |
| 2.       | «Change»                  | Lennox Laington | 8:10     |  |
| 3.       | «You'll Stay in My Heart» | Dean            | 3:44     |  |

## Créditos y personal
Créditos adaptados desde las notas de álbum de Straight Ahead.
Brian Auger's Oblivion Express
- Brian Auger – órgano, piano eléctrico, piano, sintetizador Moog, sinfonizador de cuerdas Freeman, voces
- Barry Dean – bajo eléctrico
- Jack Mills – guitarra
- Lennox Laington – conga
- Mirza Al Sharif – timbales, percusión

Personal técnico
- Brian Auger – productor, conductor
- Mike Ross – ingeniero de audio

## Posicionamiento

### Gráfica semanal
| Gráfica (1974)                              | Pico de posición |
| ------------------------------------------- | ---------------- |
| Estados Unidos (Billboard Top LPs & Tape)   | 45               |
| Estados Unidos (Billboard Jazz LPs)         | 6                |
| Estados Unidos (Record World Album Chart)   | 63               |
| Estados Unidos (Record World Jazz LP Chart) | 5                |

### Gráfica de fin de año
| Gráfica (1974)                      | Pico de posición |
| ----------------------------------- | ---------------- |
| Estados Unidos (Billboard Jazz LPs) | 30               |